# 昭宗 (唐)
昭宗（しょうそう）は、唐朝の第22代皇帝。懿宗の七男で、僖宗の弟にあたる。

## 生涯
888年4月に兄の僖宗が崩御したため、当時唐の実権を掌握していた宦官の楊復恭により擁立された。即位当初は藩鎮が農民反乱の平定に乗じ、勢力を拡大していた時代であった。昭宗は軍事力の増大による朝廷の支配権の再興を計画したが、藩鎮の猜疑心を生み、鳳翔節度使の李茂貞の叛乱を引き起こした。
混乱の中、光化3年（900年）11月には劉季述ら一部の宦官勢力がクーデターを起こしたために昭宗は退位に追い込まれ、皇太子李裕が新皇帝に即位した。しかし、天復元年（901年）正月には別勢力の宦官らが蜂起し、昭宗は皇帝に返り咲いた。
反乱軍が長安に迫ると、宦官の韓全誨は鳳翔への逃亡を進言した。天復3年（903年）、李茂貞は韓全誨と張彦弘を殺害し、官軍の朱全忠と和議が結ばれ、叛乱は終結、昭宗は長安へと帰還した。
その後、李茂貞は朱全忠により失脚させられ、朱全忠が最大藩鎮として勢力を振るうようになった。朱全忠は自らが皇帝に即位する準備として内廷の宦官5千人余りを殺害し、地方の監軍の任に当たっていた宦官も処分した。天祐元年（904年）正月、朱全忠は大臣らの反対を押し切って洛陽に遷都した。李克用・李茂貞・王建などが朱全忠に反旗を翻した。
天祐元年（904年）8月11日夜、昭宗は朱全忠に派遣された朱友恭・氏叔琮・蔣玄暉らの率いる兵によって暗殺された。宮中を逃げ回った末に殺されたといわれている。享年38。
後継者は朱全忠によって、九男の輝王李祚が哀帝として擁立されることになった。

## 渤海国に対する認識
897年に唐に対して渤海の大封裔が渤海の席次を新羅より上位にすることを要請したが、唐が不許可にしたことを感謝して新羅の崔致遠が執筆し、新羅王である孝恭王から唐皇帝である昭宗に宛てた公式な国書である『謝不許北国居上表』には「渤海を建国した大祚栄は高句麗領内に居住していた粟末靺鞨人であり、渤海は高句麗領内に居住していた粟末靺鞨人によって建国された」と記録されている。『謝不許北国居上表』は、渤海が存在していた同時代の史料であり、また新羅王から唐皇帝へ宛てた公式な国書であることから史料的価値が極めて高い第一等史料とされる。

## 宗室
- 正室：何皇后（積善太后） - 朱温によって廃位される
  - 長男：徳王 李裕（廃太子）
  - 九男：輝王 李祚（哀帝） - 第23代皇帝
  - 皇女：平原公主 - 李茂貞の子李継侃（宋侃）室
- 生母不詳の子女
  - 次男：棣王 李祤
  - 三男：虔王 李禊
  - 四男：沂王 李禋
  - 五男：遂王 李禕
  - 六男：景王 李祕
  - 七男：祁王 李祺
  - 八男：雅王 李禛
  - 十男：瓊王 李祥
  - 十一男：端王 李禎
  - 十二男：豊王 李祁
  - 十三男：和王 李福
  - 十四男：登王 李禧
  - 十五男：嘉王 李祜
  - 十六男：潁王 李禔
  - 十七男：蔡王 李祐
  - 皇女：新安公主
  - 皇女：信都公主
  - 七女：益昌公主
  - 皇女：太康公主
  - 皇女：永明公主
  - 皇女：普安公主